# Juan Ocaña Prados
Juan Ocaña Prados (Móstoles, 27 de enero de 1850 - 1928) fue un escritor e historiador español.

## Biografía
Es hijo de una familia humilde formada por Francisco Ocaña Reyes y su esposa Juana Prados Pontes, este mostoleño fue formándose y prosperando en clase y oficios, llegando a ser un sobresaliente escritor del siglo XIX. Aunque trasladó su residencia a Villanueva de Córdoba (Córdoba), nunca olvidó su patria chica, como demuestran sus trabajos de investigación en los archivos municipales de Móstoles y su obra en torno a esta población, por ejemplo Apuntes para la historia de la Villa de Móstoles (1908). Su ideario en este tema se resume con el prólogo de su obra Historia de Villanueva de Córdoba (1911):

Tengo la creencia, no sé si acertada o errónea, de que todos los pueblos por insignificantes que fueren, debían tener escrita su historia

Su hijo Juan Ocaña Torrejón también fue un sobresaliente historiador español del siglo XX.

## Obra
Juan Ocaña escribió poesías, teatro, ensayos históricos y otras obras, entre las que destacan:
- El grito de Independencia o Móstoles 1808. (1883)
- Fingir para agradar.
- Amor al arte.
- ¿Quién es el Juez?
- Para muestra (poesía).
- Mosquetazo (tres colecciones de poesía).
- La usura en Córdoba.
- Las Calabazas. (En colaboración con Enrique Redel y Aguilar).
- Apuntes para la historia de la Villa de Móstoles. (1908).
- Historia de la Villa de Villanueva de Córdoba. (1911).